# Sé e São Pedro
Sé e São Pedro foi uma freguesia portuguesa do município de Évora, com 0,63 km² de área e 1 691 habitantes (2011). Densidade: 2 684,1 hab/km².
A freguesia foi criada em 12 de julho de 1997, por junção da antiga freguesia de São Pedro com a parte intramuros remanescente da freguesia da Sé, após esta última ter sido subdividida nas freguesias do Bacelo, Horta das Figueiras, Malagueira e Senhora da Saúde.
Foi extinta em 2013, no âmbito de uma reforma administrativa nacional, para, em conjunto com São Mamede e Santo Antão, formar uma nova freguesia denominada União das Freguesias de Évora (São Mamede, Sé, São Pedro e Santo Antão) com a sede em São Mamede.

## População
| População da freguesia de Sé e São Pedro | População da freguesia de Sé e São Pedro | População da freguesia de Sé e São Pedro | População da freguesia de Sé e São Pedro | População da freguesia de Sé e São Pedro | População da freguesia de Sé e São Pedro | População da freguesia de Sé e São Pedro | População da freguesia de Sé e São Pedro | População da freguesia de Sé e São Pedro | População da freguesia de Sé e São Pedro | População da freguesia de Sé e São Pedro | População da freguesia de Sé e São Pedro | População da freguesia de Sé e São Pedro | População da freguesia de Sé e São Pedro | População da freguesia de Sé e São Pedro |
| ---------------------------------------- | ---------------------------------------- | ---------------------------------------- | ---------------------------------------- | ---------------------------------------- | ---------------------------------------- | ---------------------------------------- | ---------------------------------------- | ---------------------------------------- | ---------------------------------------- | ---------------------------------------- | ---------------------------------------- | ---------------------------------------- | ---------------------------------------- | ---------------------------------------- |
| 1864                                     | 1878                                     | 1890                                     | 1900                                     | 1911                                     | 1920                                     | 1930                                     | 1940                                     | 1950                                     | 1960                                     | 1970                                     | 1981                                     | 1991                                     | 2001                                     | 2011                                     |
| 4 316                                    | 5 438                                    | 6 228                                    | 6 631                                    | 7 542                                    | 7 816                                    | 10 154                                   | 13 680                                   | 17 614                                   | 22 563                                   | 26 186                                   | 32 674                                   | 36 182                                   | 2 025                                    | 1 691                                    |

## Património
- Arco Romano de D. Isabel
- Caixa de Água da Rua Nova
- Capela de São Manços
- Casa Cordovil (Mirante)
- Casa de Garcia de Resende (Janela manuelina)
- Chafariz das Portas de Moura
- Colégio do Espírito Santo ou Universidade de Évora
- Convento dos Lóios
- Convento de Nossa Senhora da Graça
- Convento de Nossa Senhora do Carmo
- Ermida de São Miguel ou Ermida de São Miguel do Castelo
- Igreja da Misericórdia de Évora
- Igreja de São Francisco e Capela dos Ossos
- Igreja do Espírito Santo
- Igreja de São Vicente ou Igreja dos Mártires de Évora
- Igreja do Senhor Jesus da Pobreza
- Quartel dos Dragões
- Muralhas de Évora (da cerca romana e árabe)
- Muralhas e fossos de Évora
- Paço de São Miguel
- Paço de Vasco da Gama
- Palácio de D. Manuel, Palácio Real de São Francisco, Paço Real de Évora
- Palácio dos Duques de Cadaval
- Sé Catedral de Évora ou Sé de Évora
- Templo romano de Évora ou Templo de Diana
- Torre de Sisebuto
- Torre pentagonal